# 포항대흥초등학교
포항대흥초등학교는 대한민국 경상북도 포항시 북구 용흥동에 있는 초등학교다.

## 학교 연혁
- 1992.09.01 포항대흥국민학교로 개교
- 1993.03.01 41학급 편성
- 1994.03.01 경상북도교육청 지정 학력관리 지역 중심학교
- 1996.03.01 포항대흥초등학교로 개칭
- 1997.03.01 국고지원 연구중심학교
- 2001.05.01 교육인적자원부 지정 ICT 활용 연구학교
- 2003.03.01 경상북도교육청지정 교실수업개선(영재교육) 연구중심학교
- 2006.09.01 교육과학기술부 지정조기영어연구학교/'지도교사 유형별 팀티칭을 통한 영어의사소통 능력 신장'
- 2007.06.21 교육과학기술부지정 조기 영어 중간보고회
- 2008.06.19 교육과학기술부 지정 영어연구학교 운영보고회
- 2009.03.01 포항교육청 지정 다솜이 중심학교
- 2013.03.01 37학급 편성
- 2014.02.21 제21회 졸업
- 2014.03.01 37학급 편성
- 2015.02.13 제22회 졸업
- 2015.03.01 36학급 편성
- 2018.03.01 34학급 편성
- 2018.09.01 제12대 김홍기 교장 취임
- 2019.02.13 제28회 졸업